# Терцина
Терцина (італ. terzina, від terza rina - третя рима) — строфа з трьох рядків п'ятистопного ямба, в якій середній рядок римується з крайнім — першим і третім — у наступній строфі (аба бвб вгв гдг тощо), завершуючись окремим рядком, римованим з другим рядком попередньої строфи
Терцина була винайдена на початку чотирнадцятого століття італійським поетом Данте Аліг'єрі для його поеми «Божественна комедія», яку він виклав в одинадцятирядкових строфах. В англійській мові поети часто використовують ямбічний пентаметр. Терцина є складною формою для поета, і вона не стала поширеною протягом століття після її винаходу. Форма є особливо складною в мовах, які за своєю природою менш багаті римами, ніж італійська.
Терцина може надати віршу ефект рим, що висувають розповідь вперед. Це також може надати віршу відчуття безперервності — рими сплітаються воєдино, і читання канта неможливо зупинити без відчуття чогось (схема рими) порушеного чи незакінченого. Рими терцини додають ефект відлуння та очікування — коли читається рядок, виникає відчуття, що незабаром за ним послідує рима, яка завершить схему римування. Терцина може надати розповіді чи віршу відчуття сили та солідності — кожен терцет, хоча й короткий, має достатню довжину, щоб містити повну думку чи вираз, які можна розглядати окремо. Терцети схожі на будівельні блоки вірша чи пісні, а переплетена рима слугує цементом, який їх сполучає.
Терцина широко використовувана і в українській поезії. «Божественна комедія» Данте Аліґ'єрі:
(…) Перехопило дух. Жахлива мить!…а

Я мчуся у безодню, у геєну, ………….. б

де небуття, де темний хаос спить...…а

Я бачу вічну темряву страшенну, …….б

і серед тиші чорної небес …………….. в

пишучу руку великовогненну ………….  б

і троє слів: мене, текел, фарес.............в (М. Драй-Хмара).
Терциною називають і окремий ліричний за обсягом твір (Б. Лепкий «Терцина»), фрагмент до поеми (вступ до поеми «Мойсей» І. Франка), частину епопеї (2-ий розділ «Попелу імперій» Юрія Клена) тощо.

## Джерело
- Літературознавчий словник-довідник за редакцією Р. Т. Гром'яка, Ю. І. Коваліва, В. І. Теремка. — К.: ВЦ «Академія», 2007